# 난바

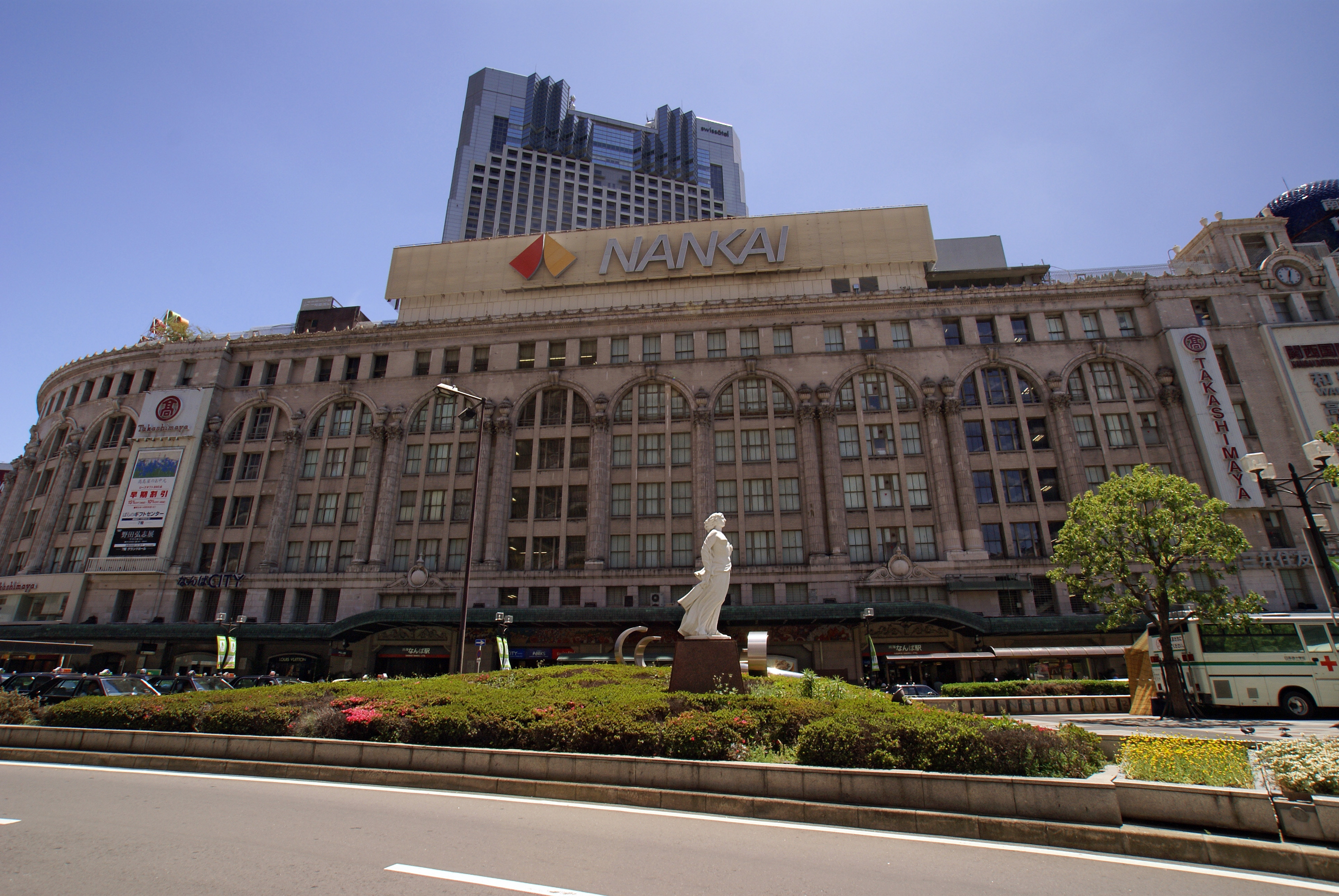
난카이 난바역 & 다카시마야 오사카 백화점

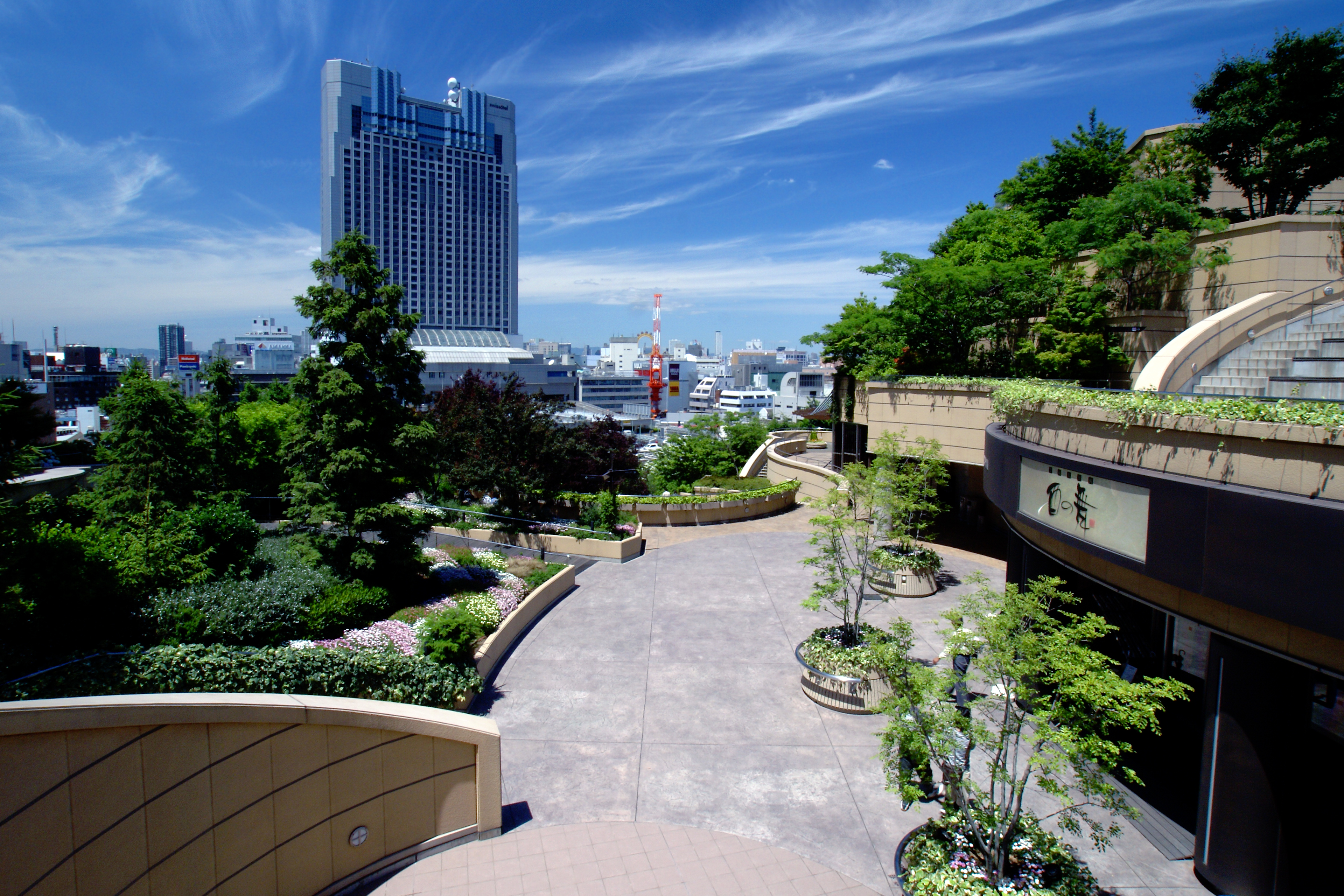
난바 파크스

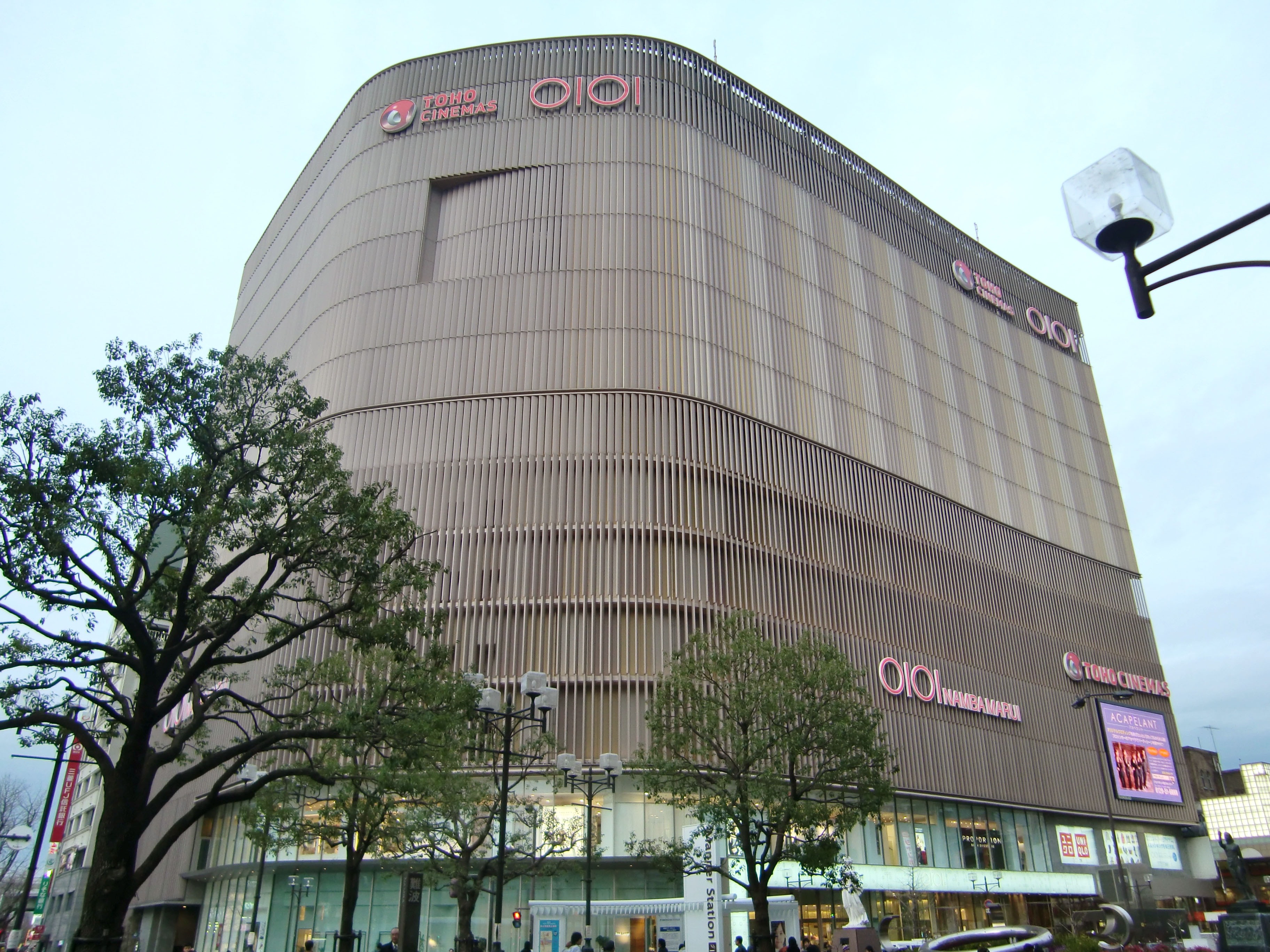
난바 마루이

난바(일본어: 難波)는 일본 오사카시의 지구이다. 오사카 2대 번화가의 하나인 미나미에 포함된다. 주오구와 나니와구에 위치한다. 난바는 도시의 주요 중남부 철도 기종점으로 가장 잘 알려져 있는데 서일본 여객철도 (야마토지선), 긴키 닛폰 철도 (켄테쓰 난바선), 난카이 전기 철도 (난카이 본선 및 고야선)와 오사카시 고속 전기궤도의 3개 노선 (마스도지선, 요쓰바시선, 센니치마에선)의 역이 이곳에 있다. 미나미가 신사이바시 역 일대부터 난바역 일대까지의 광범위한 지역을 지칭하는데 반해, 난바는 대개, 도톤보리 이남・센니치마에 이서의 지역을 지칭하고, 경우에 따라서는 도톤보리・센니치마에・ 미나토마치・닛폰바시를 포함한 지역까지 지칭하는 경우도 있다. 노점이나 고급점포가 많은 신사이바시에 비해, 미나미의 현관이기도 한 난바는 다종다양한 상점이 혼재한다. JR 난바 역도 난바 역 및 오사카 난바 역과 지하 연결통로 등으로 이어져 있으나, 오랫동안 친숙하게 불린 미나토마치(湊町)역이라고 하는 구(舊)역명과 소재지인 나니와구 미나토마치라고 하는 지역 명칭으로부터, 이 역 주변은 현재에도 미나토마치로 불리는 경우가 많다.
오사카의 가장 유명한 이미지 중 하나인 글리코 만(Glico Man)과 자이언트 크랩(Giant Crab)이 난바의 도톤보리 수로 주변에 위치한다. 난바는 또한 유흥가로 알려져 있으며 오사카의 가장 유명한 술집, 식당, 나이트클럽, 오락실, 파친코 가게가 많이 있다. 이 지역은 또한 쇼핑가로 알려져 있으며 다카시마야 백화점과 난바 CITY 쇼핑몰이 있다.
난바 파크스는 "파크 타워'라 불리는 새롭게 개발된 고층 건물로 이루어져있고 120개의 상점과 옥상 정원이 있다. 6층에는 다양한 종류(한식, 일식, 이태리식)의 식당이 있고 2층부터 5층까지는 상점이다. 파크 가든에는 온실이 있어 방문객들이 도시 중심에 있다는 것을 잊게 해준다. 또한 라이브쇼를 위한 원형 극장과 작은 개인적인 채소밭을 가꿀 수 있는 공간 및 짐마차 가게가 있다.

## 범위
현재의 초(町) 이름으로 난바에 해당하는 곳은, 주오구 난바 1 ~ 5초메, 난바센니치마에, 나니와구 난바나카 1 ~ 3초메이다. 오사카 시영 지하철의 난바 역 (요츠바시선은 제외) ・ 오사카 난바 역 ・ 다카시마야(백화점) ・ 난바 마루이(패션)가 난바에, 센니치마에 도구야스지 상점가와 난바 그랜드 가게쓰 ・ 파이브업 요시모토 ・NMB48 극장(이상, 극장)이 난바센니치마에에, 난바 파크스와 오사카부립 체육관이 난바나카에 소재하고 있다. 난카이 난바 역과 이 역의 플랫폼 아래에 위치한 난바 CITY는 난바와 난바나카에 걸쳐 있다.

패션 백화점인 난바 마루이와 복합쇼핑몰 난바 파크스를 필두로 아케이드 쇼핑가를 따라 수백 개의 가게・식당・유흥업소가 밀집해 있어 하루종일 수 많은 사람들로 북적이는 활기찬 모습을 볼 수 있다. 중심 쇼핑가는 난바 마루이 뒤에서 시작해 신사이바시 남단까지 이어지는 에비스바시스지 쇼핑 아케이드와 메트로 닛폰바시역 방향으로 이어지는 난바난카이도리(なんば南海通り) 쇼핑 아케이드이다. 의류・액세서리는 물론 깜찍한 생활잡화와 생필품 ・기념품을 파는 가게가 많다. 가게 사이사이에 오사카의 명물인 오코노미야키・다코야키・만두를 파는 가게도 있다. 지하에는 거미줄처럼 얽힌 대형 상가도 있다. 난바는 저렴한 생활잡화를 취급하는 가게와 드러그 스토어, 식당이 많은 것도 특징이다.

## 연혁

### 지명의 유래
난바의 지명의 유래가 된 니시나리군(西成郡) 난바촌(難波村)는 각각 미나미센바 ・ 시마노우치 ・ 시모센바 ・호리에 일대이고, 우에난바무라(上難波村, 미나미센바)와 시타난바무라(下難波村, 기타)로 구별되었다. 현재는 거의 난바로 인식되지 않는 미나미센바에 난바별원과 난바신사가 있는 것은 이 때문이다. 에도시대 초기에 행해진 오사카성역(城域)의 확장에 수반하여, 우에난바무라는 조그마한 외부 영토로서 그 형태만 남은 정도가 되었는데 1619년(겐나 5년)에는 오사카성역이 막부 직할지가 되며 한명도 살지 않게 되었다. 시타난바무라는 도톤보리천(道頓堀川) 이남으로 이전하였다. 또한 호리에의 개발에 의해, 기즈가와 연안의 지역은 니시나리군 니시가와정(西側町) ・ 자이모쿠오키바(材木置場)가 되어 난바에서 분할되었다. 그리고, 1700년(겐로쿠 13년)에 우에난바무라 외부영토가 시타난바무라에 편입되어, 난바무라로 개칭되었다.
근세의 난바촌은 쪽(藍)의 생산지로 알려졌으며, 농도가 짙은 아와산 쪽에 비해 난바산 쪽은 연한 색감이 뛰어나 ‘난바 미즈아이(水藍)’라고도 불렸다.

### 최초의 시가화
난바무라 중에서 가장 처음으로 시가화된 것은 대체로 현재의 주오구 난바에 있던 난바신지(難波新地)이다. 오사카 역사상 가장 큰 화재였던 1724년(교호 9년)의 교호의 대화재 후에, 덴마바시 남단의 혼사카이정(本堺町) ・ 교바시 이치초메(一丁目) ・ 교바시 북단의 아이오이니시정(相生西町)과 아이오이히가시정(相生東町)의 일부가 히요케치(火除地, 방화용 공터)가 되었기 때문에, 그 이전처(移轉處)로서 도톤보리의 남서에 겐사카이정(元堺町) ・ 겐쿄바시정(元京橋町) ・ 겐아이오이정(元相生町) 이렇게 3개의 정이 설치되었다. 그 후 1765년 (메이와 2년)에 이들 3개 정과 겐후시미사카정(元伏見坂町, 통칭 사카정(坂町))의 남측이 개발되어, 여기에 난바신지 1초메~3초메가 형성되었다.

### 메이지 시대(난바신지의 재편)
메이지 시대에 접어들면, 1872년(메이지 5년)에 사카정 속의 난바신지 1초메가 미나미사카우라 정(南阪裏町)으로 개칭되어 사카 정(현, 센니치마에 1초메)에 편입되었으나, 동시에 겐사카이정 ・ 겐쿄바시정 ・ 겐아이오이정, 이렇게 3개의 정이 난바신지에 편입되어, 난바신지 1초메~4초메로 개편되었다. 이듬해에는 난바무라 내의 시가화가 진행된 구역을 편입하여, 난바신지 1초메~6초메가 되었다.

## 세대수 및 인구
2019년 3월 31일 기준 세대수와 인구는 다음과 같다.
| 초메         | 세대수 | 인구(명) |
| ------------ | ------ | -------- |
| 난바1초메    | 17     | 34       |
| 난바2초메    | 14     | 19       |
| 난바3초메    | 18     | 34       |
| 난바4・5초메 | 49     | 77       |
| 계           | 98     | 164      |

## 교통
- 난바 역
  - 난카이 전기 철도
    - 난카이 본선, 고야 선

  - 오사카시 고속 전기궤도
    - 미도스지선, 요쓰바시선, 센니치마에선

- JR 난바 역
  - 서일본 여객철도
    - 간사이 본선(야마토지 선)

- 오사카 난바 역
  - 긴키 닛폰 철도
    - 킨테쓰 난바 선

  - 한신 전기 철도
    - 한신 난바 선

## 같이 보기
- 이마이 게이이치(今井啓一) - 오사카 난바가 백제인 중심지로 발전한 단계의 핵심적 인물은 백제왕족인 백제왕씨(百濟王氏) 가문이라고 밝힘
- 구다라노코니키시(百濟王氏, 백제왕씨)
- 도톤보리
  - 나리야스 도톤(成安道頓, ja:安井道頓) - 백제인 후손으로서 도톤보리 운하공사를 직접 지휘
- 백제왕신사(百濟王神社, ja:百済王神社, 일본 오사카부 히라카타시)
- 백제주(百濟州)
- 난바 (위키여행)